# حوض الخليج العربي

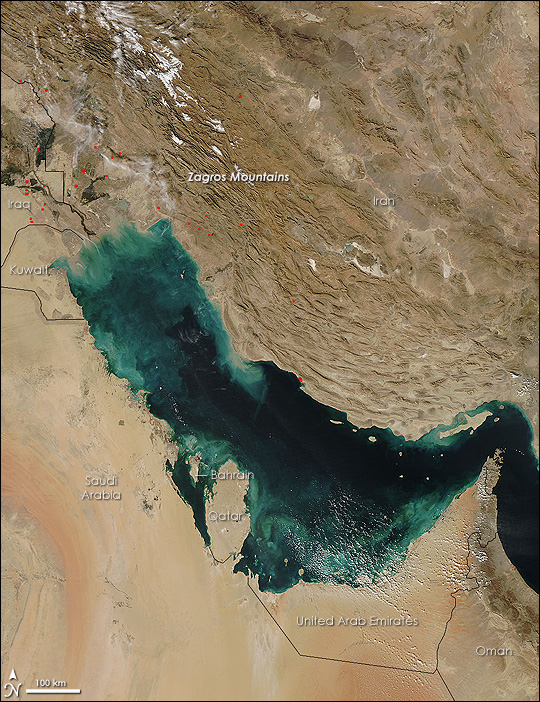
صورة للأقمار الصناعية للخليج العربي.

حوض الخليج العربي وجد بين أوراسيا والصفيحة العربية. وصف الخليج العربي بالبحر الهامشي الضحل من المحيط الهندي الذي يقع بين الجانب الجنوبي الغربي من إيران وشبه الجزيرة العربية وجنوب والجنوبي الشرقي من عمان والإمارات. من الدول الأخرى التي تقع على الحدود في حوض الخليج العربي السعودية وقطر والكويت       والبحرين والعراق. الخليج يمتد لمسافة 1000 كم وتبلغ مساحتها 240 ألف كيلومتر مربع. حوض الخليج العربي هو حوض رأس البر على شكل وتد يقع غرب جبال زاغروس ونشأ نتيجة التصادم بين اللوحات العربية والأوراسية.

## حوض الخليج العربي والشرق الأوسط
يشار إلى جمع هذه الدول عادة باسم الشرق الأوسط وهو موقع غني بالنفط في الجانب الجنوبي الغربي من قارة آسيا. مراجعة للطاقة في العالم مع تقديرات مختلفة تشير إلى أن منطقة الشرق الأوسط تمتلك من 55٪ إلى 68٪ من احتياطيات النفط في العالم وأكثر من 40٪ من احتياطيات الغاز الطبيعي القابل للاستخراج في العالم.
عالميا يعتبر الجانب الأغنى من حيث الموارد الهيدروكربونية سواء احتياطيات النفط والغاز وتبلغ مساحتها حوالي 93000 ميل مربع. يشير اسم الخليج العربي في معظم الحالات ليس فقط لمنطقة الخليج العربي ولكن أيضا على خليج عمان ومضيق هرمز وبحر العرب.

## التطور التكتوني

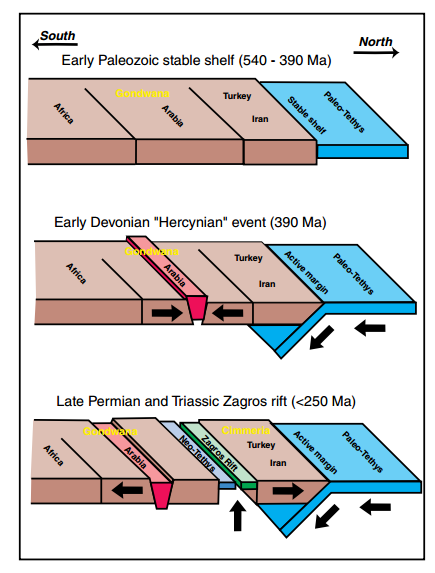
التطور التكتوني للصفيحة العربية من أوائل حقب الحياة القديمة إلى أواخر العصر البرمي الترياسي والتي تبين في وقت مبكر من العصر الديفوني هيرسينيان الحدث الانضغاطي والتصدع المبكر للحدث زاغروس.

يتم تقسيم أصل الصفيحة العربية التكتونية إلى ست مراحل ساهمت في الجيولوجيا الحالية:

### مرحلة ما قبل الكمبري
أوال عصر ما قبل الكمبري هو مرحلة ضاغطة حيث سلسلة من الجزر الأقواس والقارة الصغيرة تراكم على شكل أجزاء من الصفيحة العربية (غندوانا). كان التطور حوض هرمز المالح نتيجة لحدوث الثورة الجبلية في عصر ما قبل الكمبري.

### التجلد الأوردوفيكي السيلوري
حدث توسع في الجليد القطبي في غندوانا في أواخر الأوردوفيكي وارتفع مستوى سطح البحر في وقت لاحق في أوائل السيلوري نتيجة لذوبان الجليد مما أدى إلى ترسب واسع من الصخر الزيتي العضوي الغني الذي يتوافق مع الحد الأقصى لسطح الفيضانات. يعتبر هذا الصخر الزيتي الساخن المصدر الرئيسي لحقب الحياة القديمة للنفط والغاز في المملكة العربية السعودية.

### المرحلة الكربونية
خلال أواخر العصر الديفوني وقعت اللوحة في وضع ظهر القوس مرة أخرى. أدى الشروع في هيرسينيان إلى تكون الجبال وإلى رفع الصفيحة العربية المركزية وميلها نحو الشرق مما أدى إلى تكتونية الطابق السفلي وتعريته واسعة النطاق. خضعت الصفيحة العربية لأطوار انضغاطية كثيرة خلال هذه الفترة.

### أوائل العصر الترياسي
أدى الهبوط الحراري إلى تمدد الصفيحة العربية (التي نتج عنها تفتيت الغندوانا في أواخر العصر البرمي) وفي التصدع الممتد في وقت مبكر من تشكل زاغروس الذي فتح بحر نيو تيثيس.

### مرحلة أواخر العصر الطباشيري
كانت هذه الفترة عبارة عن بداية تشكل جبال الألب نتيجة للضغط مما أدى إلى ارتفاعات كبيرة وتقرحات بالإضافة إلى إغلاق بحر نيو تيثيس.

### مرحلة العصر الثلاثي
خلال هذه الفترة تكونت مجددا جبال الألب التي كانت نتيجة لاصطدام اللوحات العربية الأوراسية في حدود الحقبة الوسطى والحقبة المعاصرة وهذا أدى إلى تشكيل زاغروس جنبا إلى جنب مع بلاد الرافدين وبالتالي تشكيل رأس بر الحوض العربي. بالإضافة إلى انفتاح البحر الأحمر حوالي 25 متر مما أدى إلى الفصل بين اللوحات الأفريقية والعربية.

## تاريخ للموارد الطبيعية

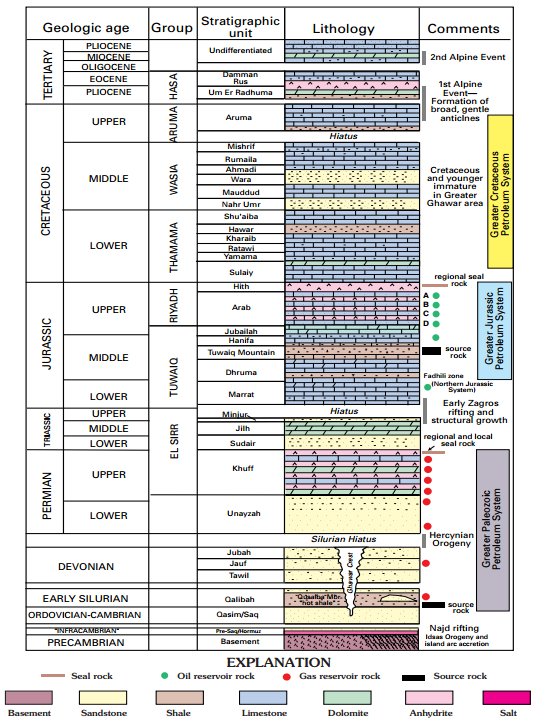
التقسيم الطبقي والأحداث التكتونية الرئيسية والوحدات الطبقية التي تشكل حقب الحياة القديمة الكبرى والجوراسي وأنظمة النفط الطباشيري من شرق شبه الجزيرة العربية.

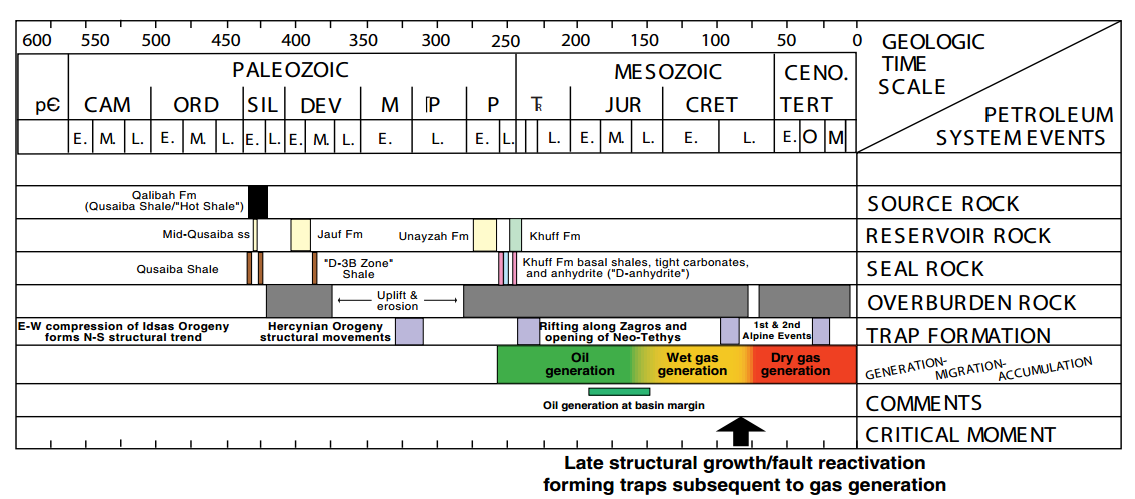
رسم بياني لمجموع أحداث النظام البترولي لوسط شبه الجزيرة العربية.

احتياطيات النفط والغاز الهائلة في حوض الخليج العربي لديها اتصال مع التاريخ التكتوني المستقر. مع مرور الوقت شهدت منطقة حوض الخليج العربي ترسب مستمر الذي اتسق خلال حقبة حقب الحياة القديمة وأدت إلى تراكم أولي للصخور الكربونية (وهي صخور ممتازة لتخزين المياه) والمتبخرات (التي تلعب دورا كبيرا كما الصخور الهيدروكربونية). عملية تراكم المناظر الطبيعية الفريدة وهبوط الظروف المستقرة التي يفضلها أدت إلى ترسب واسع من صخور الكربونات والمتبخرات والتي أسفرت عن سمك ما بين 12 إلى 13 كيلومتر. انتقلت الرواسب وغيرها من الودائع التي جاءت من الأرض ومن ثم أودعت في أسفل الحوض. أدى الترسب إلى تراكم في خلق طبقات مع زيادة مستوى الضغط مع تقدم العمليات مع مرور الوقت. بعد عملية الترسيب أدت زيادة الضغط على انهيار المواد العضوية وبالتالي تشكيل بقايا غنية عضوية ويشار إليها بالكيروجين. يتم تطبيق التراكم المستمر وزيادة الضغط جنبا إلى جنب مع الحرارة على الكيروجين والذي تحول بعد ذلك إلى النفط أو الغاز.
يتم إنتاج معظم النفط في حوض الخليج العربي من كربونات الجوراسي. ومع ذلك في الوقت الحاضر فإن الصخور الغنية في المواد الهيدروكربونية العضوية موجودة في ثلاثة أنظمة جيولوجية رئيسية:
1. النظام البترول حقب الحياة القديمة.
2. النظام البترول الجوراسي.
3. النظام البترول العصر الطباشيري.

يتشكل النفط والغاز في صخرة المصدر (ومعظمهم من السجيل) ثم تهاجر إلى طبقة الخزان من الصخور (الكربونات). بعد ذلك تتشكل الطيات والعيوب الهيكلية في صخور المكمنة الذي يؤدي إلى خلق طبيعي للمناطق حيث تصبح الموارد الطبيعية محاصرة ويتم تخزينها كاحتياطي وقابل للاسترداد تجاريا.
أدت أربع أحداث تكتونية رئيسية في تشكيل الفخاخ الهيكلية:
1. كربون الهيرسينيان وتكوّن الجبال.
2. أوال الترياسي وتصدع زاغروس.
3. الأول أو أوائل تكون الجبال البينية.
4. الثاني أو أواخر تكون الجبال البينية.

مما أدى إلى جمع وتعاقب أجيال من الهيدروكربونات بعد خضوعه لعملية تشويه وغيرها من العمليات التي أسفرت عن التقسيم النهائي. في وسط الخليج العربي كميات كبيرة من الغاز الطبيعي نتيجة تراكمات ترياسية لها صلة مباشرة بالصخور الزيتية الساخنة التي وجدت في تشكيل قاعدة السيلورية. ثم تم ترحيل النفط إلى صخور الكربونات الخزانية وأخيراً حوصرت في المحابس الرئيسية الأربعة وهو ما يفسّر لماذا حوض الخليج العربي أحد أغنى الأحواض من حيث الموارد الهيدروكربونية.

## الإعدادات الهيكلية والتكتونية

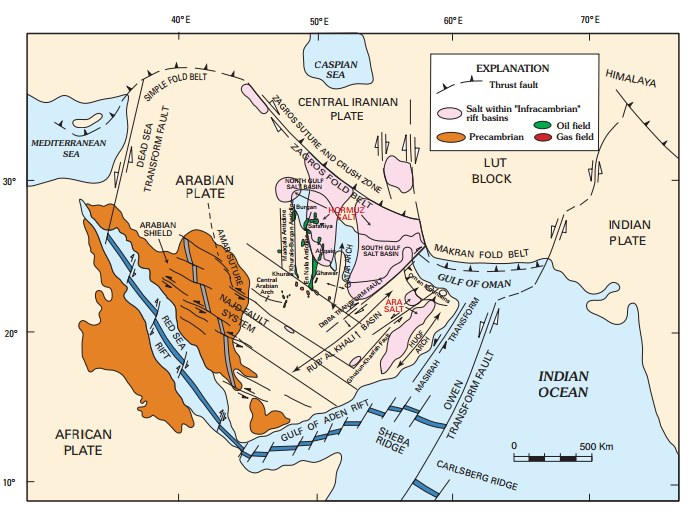
الصفيحة العربية تبين الملامح العامة التكتونية والبنيوية لأحواض الملح المتصدعة وحقول النفط والغاز في وسط الجزيرة العربية ومنطقة شمال الخليج العربي.

تظهر الصفيحة العربية هوامش متباينة حول المناطق المتاخمة لخليج عدن والبحر الأحمر والجانب الجنوبي الغربي من الصفيحة العربية. على الجانب الجنوبي والجنوبي الشرقي من الصفيحة العربية تكمن أوين سبأ وهو خطأ تحول إلى داخل المحيطات. ثم هناك هامش متقارب يقع في الشمال والجانب الشمالي الشرقي بالقرب من تركيا وفي جبال زاغروس التي تقع على الجانب الشرقي من إيران حيث الصفيحة العربية تحت اللوحة الأوراسية. وأخيرا البحر الميت وهي منطقة تحويل خطأ وجدت على الجانب الشمالي الغربي من الصفيحة العربية.
عمليات تشويه وتراكم حالي التي ترتبط بالهياكل الطبيعية وضغط لاحق من طبقات في منطقة الخليج العربي يوضح أصل مختلف الموارد الطبيعية الموجودة في المكان والعمليات الجيولوجية والأنظمة التكتونية التي حدثت.
ينقسم التمثيل التكتوني لمنطقة الشرق الأوسط إلى ثلاثة أجزاء التي لها خصائص مختلفة تتعلق بسنهم وسمك وأنواع الصخور:
- الرف العربي المستقر.
- الرف العربي غير المستقر.
- أضعاف حزام توجه زاغروس.

نهاية حقب الحياة القديمة شهدت بعض التحولات من حيث هبوط التفرقة وارتفاع مستوى الختم التي أدت إلى تشكيل العناصر الهيكلية مثل الأحواض الثلاثة:
- الحوض العربي: يقع في الجزء الأوسط من الحوض والذي يغطي إلى حد كبير المملكة العربية السعودية والبحرين.
- غوتنيا المنخفض: هو في الجانب الشمالي من الحوض ويغطي العراق وسوريا.
- الربع الخالي: الموجود في المملكة العربية السعودية وأجزاء من دولة الإمارات العربية المتحدة.

تم إنشاء أكثر الخصائص الجيولوجية خلال حقب الحياة القديمة التي بدأت قبل الترسيب البحري القاري المستمر على الجانب الشمالي الشرقي من غندوانا. بعض الأحداث المعقدة التي كانت آثار العمليات الكربونية أثرت أيضا على المنطقة من خلال إنشاء رفع إقليمي واسع النطاق بتقرحات بعض تكتونية للطابق السفلي. لذلك فإن ثابت التطور الجيولوجي التكتوني وإعدادات الهيكلية التي أسفرت تشكلت بعد ذلك الصفيحة العربية بعد الأنظمة التكتونية المتعاقبة.